# 南安乡 (新余市)
南安乡，是中华人民共和国江西省新余市渝水区下辖的一个乡镇级行政单位。

## 行政区划
南安乡下辖以下地区：
南门村、丰洲村、高丰村、朝阳村、东洛村、新生村、荆兰村、显华村和百丈峰林场生活区。